# Tenmei
Tenmei (天明) foi uma era japonesa  (年号, nengō) que veio após o An'ei e antes do Kansei. Este período passou-se dos anos de 1781 a 1789. O imperador que reinava nesta época era Kōkaku-tennō (光格天皇).